# Occidentalisme
Pour l'attitude d'admiration pour la « civilisation occidentale », voir Occidentalisme (politique).
L'occidentalisme est un courant de pensée né dans l'Empire russe dans la première moitié du xixe siècle.
Il recouvre une multitude de théories (aussi bien libérales que socialistes, ou anarchistes) dont le point commun est de considérer que la Russie est arriérée et que c'est l'Occident qui doit lui servir de modèle de développement.
La conviction de l'infériorité de la Russie par rapport à l'Europe occidentale était largement répandue dans un pays où les tsars (en particulier Pierre le Grand et Catherine II) et les classes dirigeantes avaient écarté les valeurs et institutions russes pour adopter, souvent rapidement et brutalement, celles de l'Occident. 

## XIXesiècle
Au début du XIXe siècle, les contacts entre la Russie et l'Europe centrale ou occidentale prirent un nouvel essor, notamment à l'occasion des guerres napoléoniennes (double prise de Paris par les troupes impériales russes). De nombreux Russes purent constater les révolutions sociales (perte d'influence de la noblesse, développement de la bourgeoisie et naissance du prolétariat industriel), économiques (révolution industrielle) et politiques (développement du parlementarisme) entamées en Occident. Pendant ce temps, Alexandre Ier (pendant les dernières années de son règne) et Nicolas Ier paralysaient toute réforme en Russie, de peur d'un effondrement du système. 
L'insurrection décabriste de décembre 1825, qui éclate à la faveur de la succession entre Alexandre Ier et Nicolas Ier marque un moment fort de l'occidentalisation russe par une certaine élite militaire (reprise des mots d'ordre libéraux de l'époque, réclamation d'une constitution, réforme agraire, etc.)
La seule façon de surmonter les énormes problèmes politiques (autocratie), économiques (sous-développement industriel) et sociaux (servage) de la Russie du xixe siècle, était pour les occidentalistes de continuer le travail d'occidentalisation.
C'est Piotr Iakovlevitch Tchaadaïev qui est considéré comme le père du mouvement occidentaliste, pour avoir exposé dans ses Lettres philosophiques (dont la première a été publiée en 1836) la thèse de la nullité historique de la Russie. Le philosophe et critique littéraire Vissarion Belinski et l'écrivain et philosophe Alexandre Herzen ont également eu une importance décisive pour le développement des théories occidentalistes. Tous trois ont été persécutés par le régime tsariste qui considérait leurs thèses comme une critique inacceptable du système. Vladimir Pétchérine, qui représente ce courant en exil, l'a porté à son point extrême en se convertissant au catholicisme de rite latin.
Les discussions entre occidentalistes et slavophiles (selon lesquels la Russie disposerait d'un génie propre qui, une fois écartées les influences occidentales, lui vaudra un avenir brillant) ont constitué un élément essentiel du débat intellectuel russe. La polémique continue jusqu'à nos jours.
Au début du XXe siècle, en matière de peinture, les occidentalistes demandent que l'on invite des peintres français aux expositions de tableaux pour que les œuvres russes se trouvent côte à côte avec les œuvres françaises. Ils veulent ainsi mettre en avant l'évolution qui s'est produite à la suite des nombreux voyages des Russes à Paris. La Toison d'or prend en charge l'organisation de plusieurs expositions mixtes en 1908, en 1909, en 1910, consacrées à la peinture russe et française.

## Acception moderne du terme
De nos jours, l'occidentalisme peut aussi désigner une idéologie politique prônant une convergence d'intérêts entre l'Europe et les États-Unis en tant que synonyme d'atlantisme. La vision occidentaliste se distingue en ce sens de l'eurocentrisme. 
Selon I. Buruma et A. Margalit, « l'occidentalisme serait, en quelque sorte, l'image en miroir de l'orientalisme » selon Edward Saïd. Ils établissent « une généalogie de la haine qui prend ses racines dans le romantisme allemand, passe par le nazisme et le communisme, et aboutit aujourd'hui à l'islamisme radical ».[pas clair][Information douteuse]
Il peut aussi recouvrer, accolé au mot islamique, un courant de pensée inhérent à l'islam et s'imprégnant de la philosophie occidentale pour mettre au jour une pensée islamique contemporaine.